# Paro (Stadt)

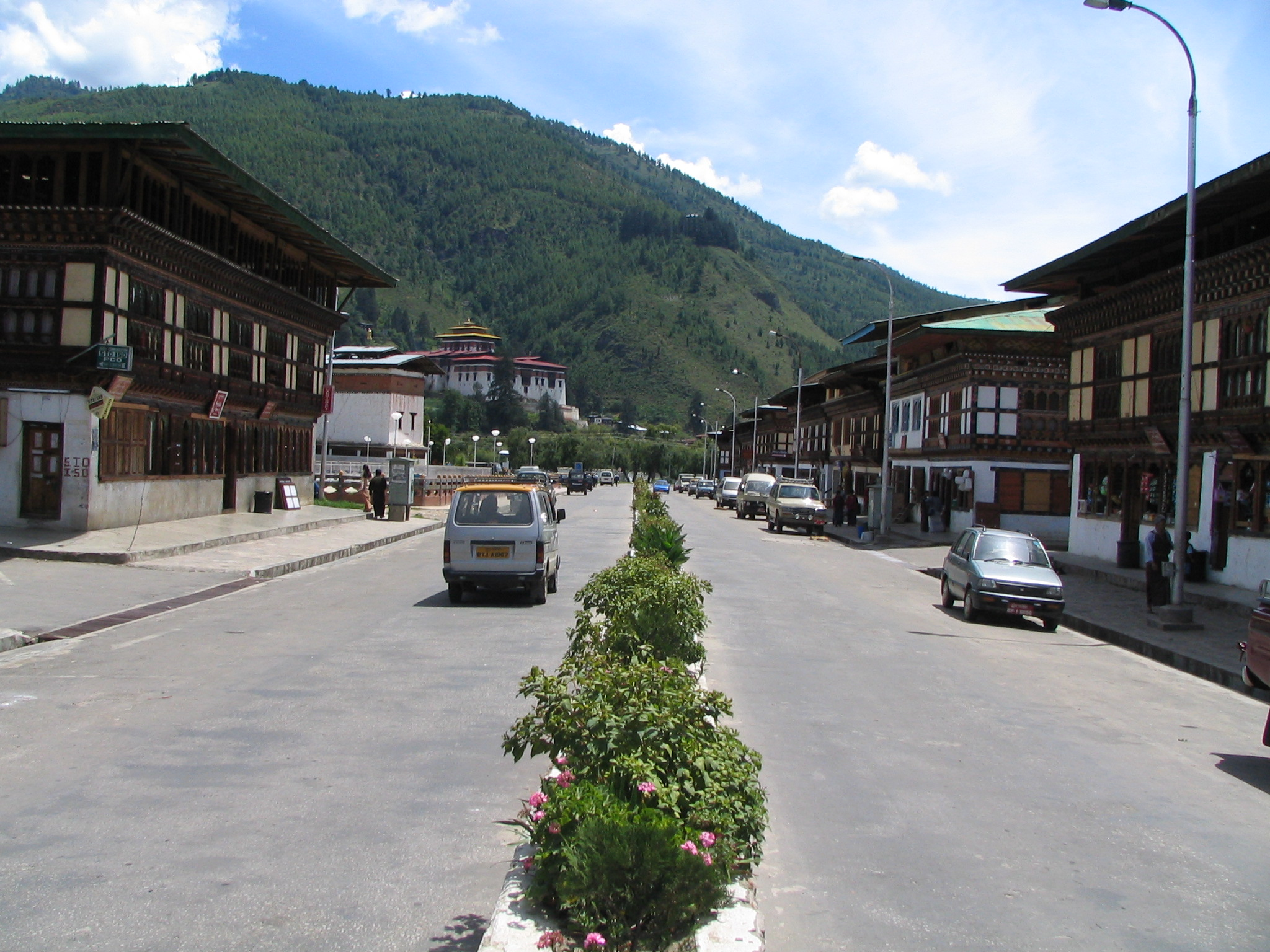
Straße in Paro

Paro ist eine Kleinstadt im Westen von Bhutan im Distrikt Paro mit etwa 15.000 Einwohnern auf einer Höhe von ca. 2400 m.

## Geschichte
Seit dem 17. Jahrhundert mussten sich die Bhutaner wiederholt gegen Angriffe der Tibeter zur Wehr setzen. Paro spielte in den Konflikten zwischen Bhutan und Tibet eine wichtige Rolle, da eine eisfreie Landverbindung von Tibet nach Paro über das Chumbi-Tal (heute im indischen Bundesstaat Sikkim) führt. Paro erfüllte damit eine strategisch wichtige Funktion bei der Verteidigung Bhutans gegen Versuche Tibets, das Land zu erobern.
In den innenpolitischen Konflikten um die politische Macht in Bhutan spielte der Talvogt von Paro Ende des 19. Jahrhunderts eine wichtige Rolle. Der Machtkampf wurde schließlich zugunsten von Ugyen Wangchuk (dem Ururgroßvater des jetzigen Königs Jigme Khesar Namgyel Wangchuck) entschieden, der sich mit Hilfe der Kolonialmacht England durchsetzen konnte und 1907 in Punakha zum ersten König von Bhutan gewählt wurde.

## Wirtschaft
Mit dem Bau einer Straßenverbindung zwischen der Grenzstadt Phuntsholing und Thimphu mit einer Abzweigung nach Paro in den 1960er Jahren wurde der bis dahin dominierende Karawanenhandel durch den Warentransport über die Straße ersetzt. Noch 1958 hatte der indische Ministerpräsident Jawaharlal Nehru mit seiner Tochter Indira Gandhi auf dem Rücken eines Yaks von Sikkim nach Paro reisen müssen, um dem damaligen König Jigme Dorje Wangchuk einen Staatsbesuch abstatten zu können.
Wirtschaftliche Grundlage des mit fruchtbaren Böden gesegneten Paro-Tals ist heute neben dem Anbau von Reis auch die Produktion von Äpfeln und Kartoffeln. Der Tourismus spielt eine nicht unerhebliche Rolle (Hotels, Gastronomie, Flughafen).
Der im Paro-Tal gelegene Flughafen Paro ist der einzige internationale Flughafen des Landes.

## Tourismus
Gesellschaftlicher Höhepunkt für die Bewohner von Paro ist das alljährlich im Frühjahr stattfindende Klosterfest (Tsechu), das auch hunderte Besucher aus dem Ausland anlockt. 2004 wurde im Paro-Tal das bislang teuerste Hotel im Königreich Bhutan eröffnet.

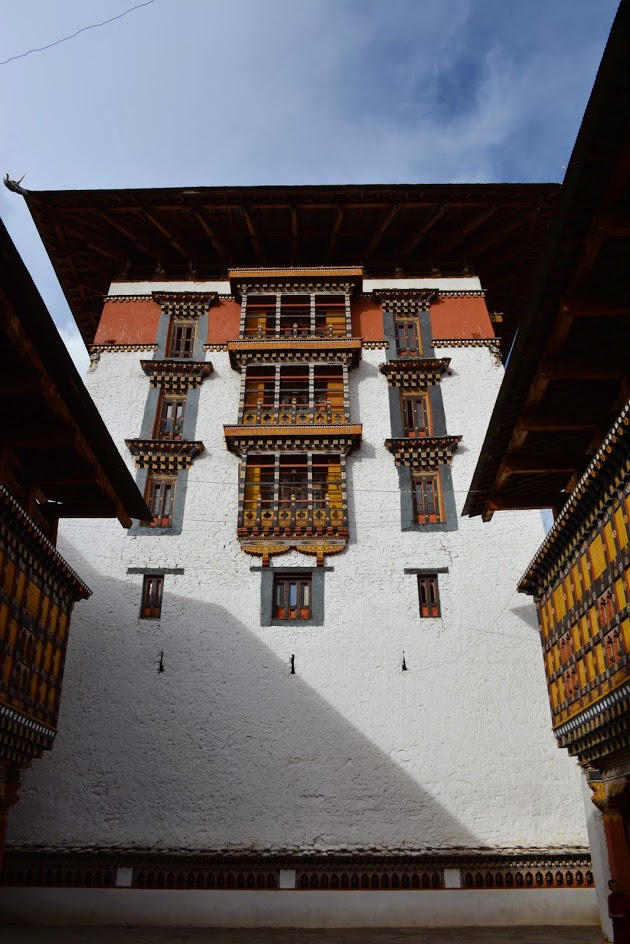
Hauptturm der Festung Dzong
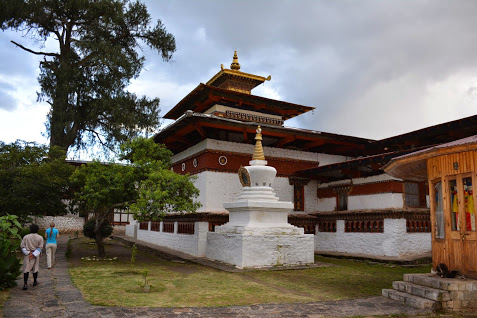
Kyichu Lhakhang
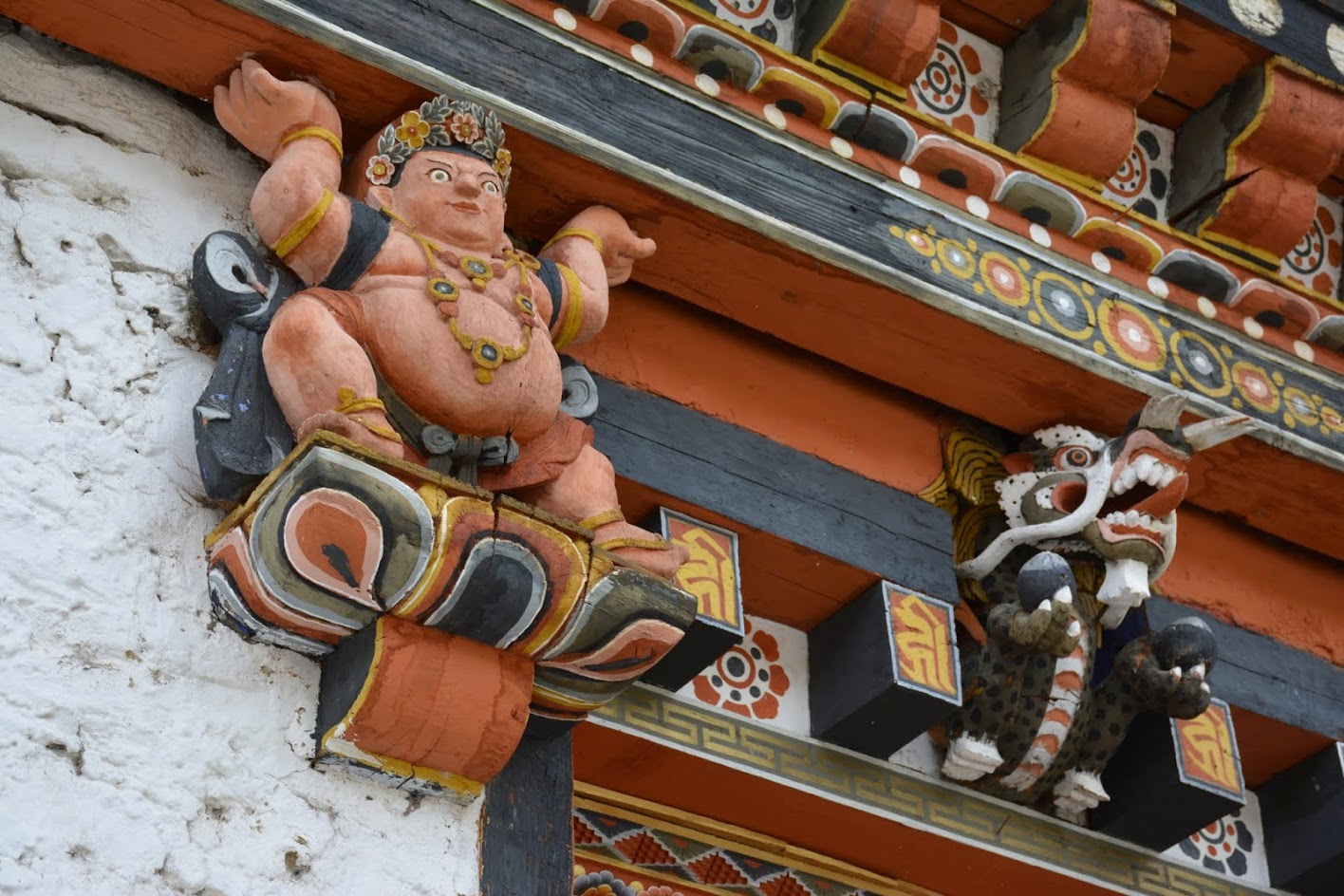
Rynpung Dzong (detail)
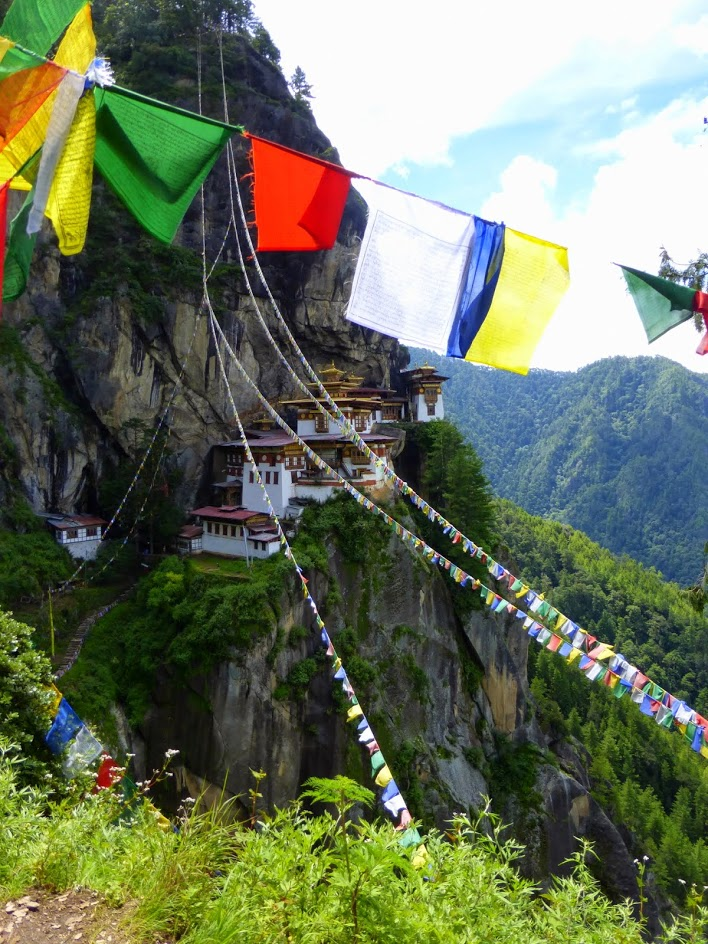
Paro Taktsang (Tigernest-Kloster)
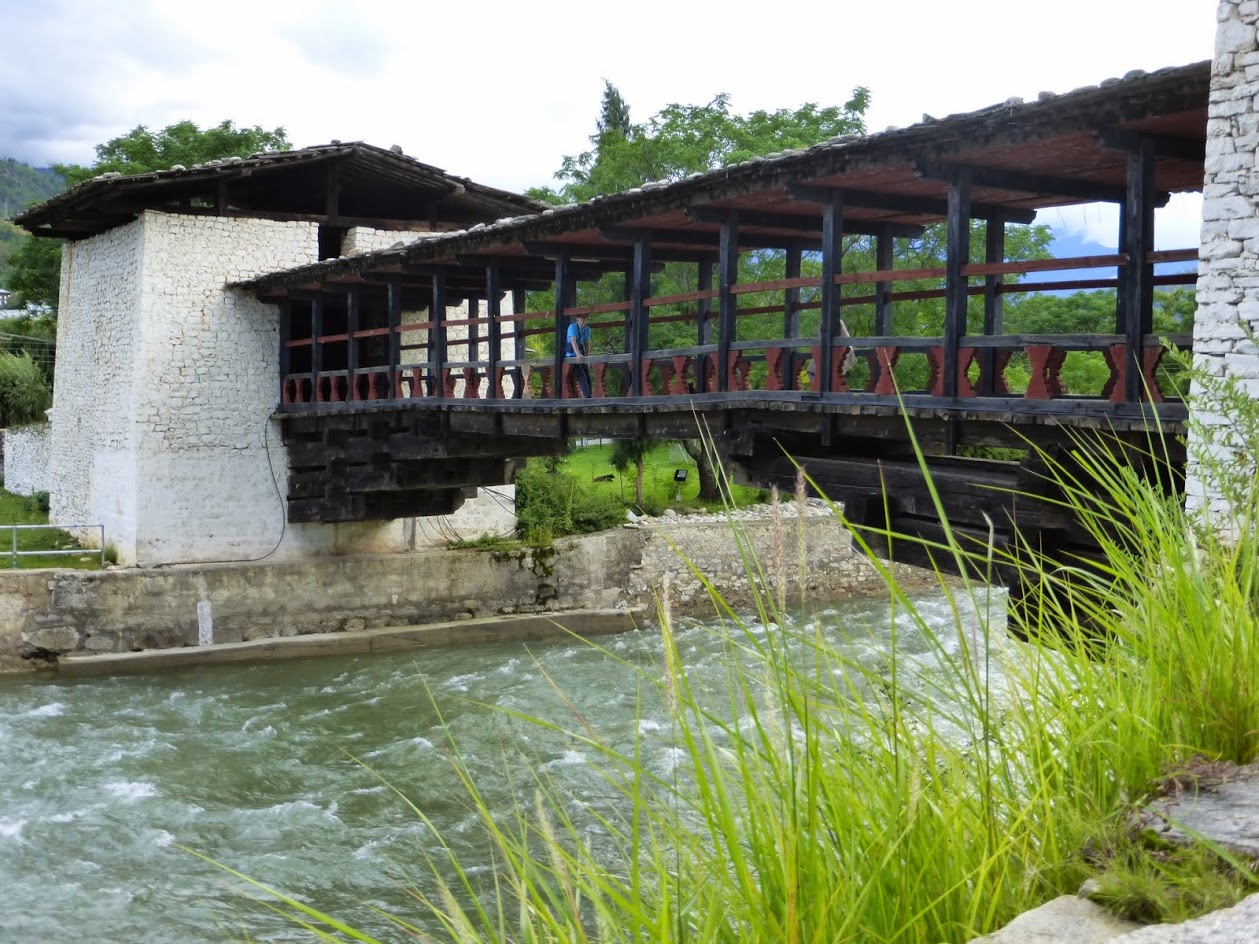
Die Brucke uber Paro Tschu
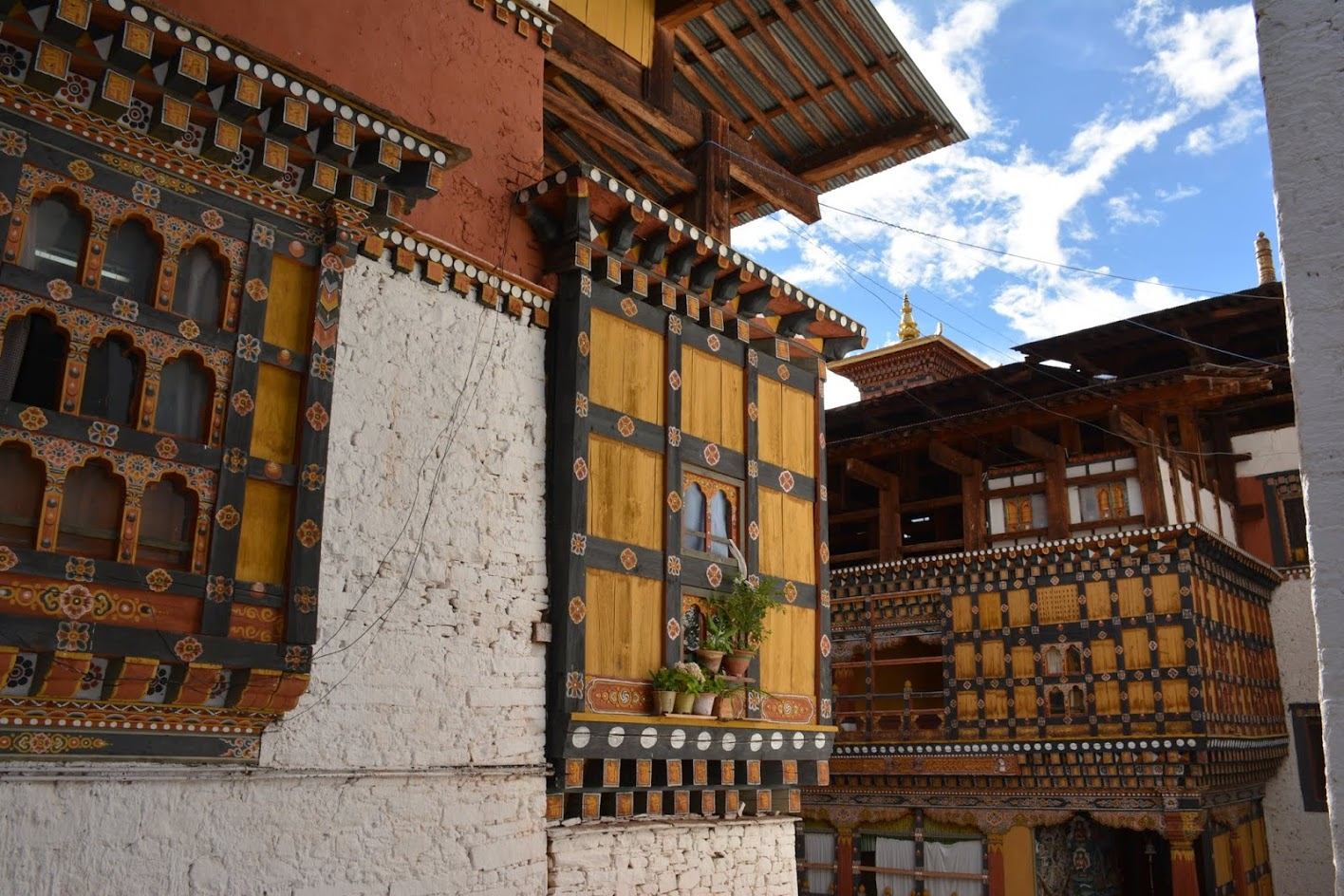
In Rynpung Dzong
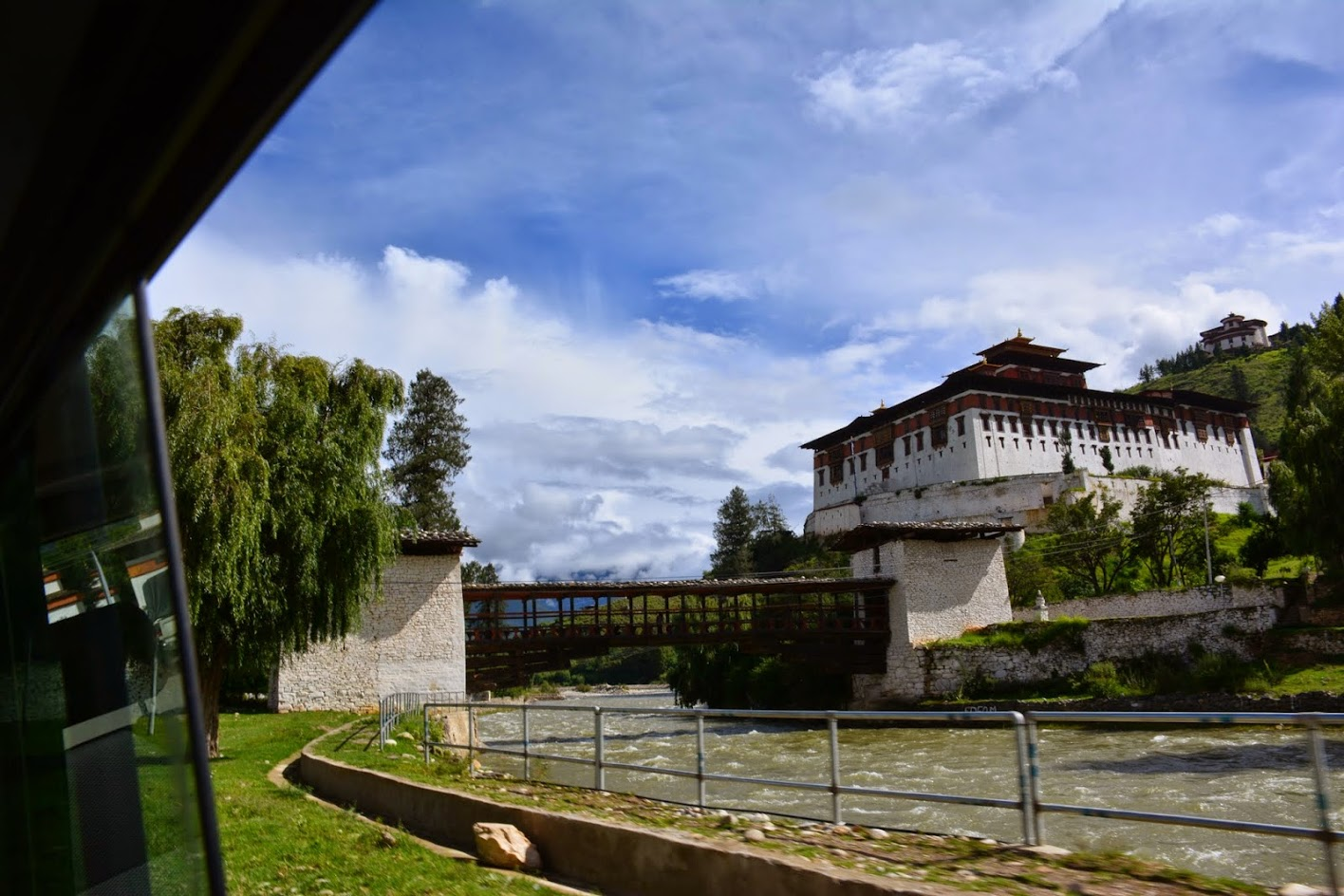
Rynpung Dzong
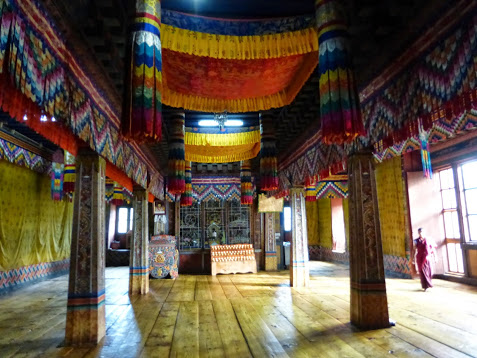
Einer der Innenräume der Festung Rynpung Dzong

## Sehenswürdigkeiten

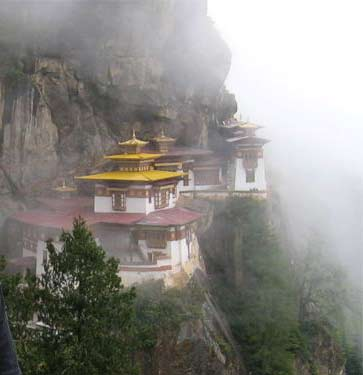
Tigernest-Kloster bei Paro

- Dungtse Lakhang (buddhistischer Tempel, 17. Jahrhundert)
- Drukyel-Dzong (Klosterfestung, nach einem Großbrand wiedererrichtet)
- Kyichu Lhakhang (buddhistischer Tempel, 7. Jahrhundert)
- Nationalmuseum von Bhutan im Ta Dzong
- Paro-Dzong (Klosterfestung, 17. Jahrhundert)
- Taktshang (Tigernest-Kloster, 8. Jahrhundert)
- Traditionelle Bauernhäuser

|                       | Jan   | Feb   | Mär   | Apr   | Mai   | Jun   | Jul    | Aug    | Sep   | Okt   | Nov   | Dez   |   |        |
| Mittl. Tagesmax. (°C) | 12,33 | 14,04 | 17,33 | 19,96 | 22,54 | 24,27 | 25,12  | 24,99  | 23,49 | 19,88 | 15,87 | 12,95 | ⌀ | 19,4   |
| Mittl. Tagesmin. (°C) | 1,50  | 3,26  | 6,13  | 9,50  | 12,53 | 14,84 | 16,93  | 16,50  | 14,82 | 10,82 | 6,09  | 2,64  | ⌀ | 9,7    |
|                       |       |       |       |       |       |       |        |        |       |       |       |       |   |        |
| Niederschlag (mm)     | 12,03 | 11,85 | 23,14 | 28,66 | 49,44 | 99,55 | 142,66 | 128,72 | 99,71 | 72,90 | 17,87 | 7,96  | Σ | 694,49 |
|                       |       |       |       |       |       |       |        |        |       |       |       |       |   |        |
| Regentage (d)         | 2,00  | 7,00  | 4,11  | 8,22  | 11,36 | 16,00 | 21,18  | 20,18  | 16,00 | 5,78  | 3,00  | 2,50  | Σ | 117,33 |

| 1,50 |

| 3,26 |

| 6,13 |

| 9,50 |

| 12,53 |

| 14,84 |

| 16,93 |

| 16,50 |

| 14,82 |

| 10,82 |

| 6,09 |

| 2,64 |

| 1,50 |

| 3,26 |

| 6,13 |

| 9,50 |

| 12,53 |

| 14,84 |

| 16,93 |

| 16,50 |

| 14,82 |

| 10,82 |

| 6,09 |

| 2,64 |

## Söhne und Töchter der Stadt
- Lenchu Kunzang (* 1992), Sportschützin